# یلوه خالدار آمریکایی
یلوه خالدار آمریکایی ( Pardirallus maculatus ) گونه‌ای از پرندگان از خانواده یلوگان است. در آرژانتین، بلیز، بولیوی، برزیل، جزایر کیمن، شیلی، کلمبیا، کاستاریکا، کوبا، جمهوری دومینیکن، اکوادور، السالوادور، گویان فرانسه، گویان، جامائیکا، مکزیک، پاناما، پاراگوئه، پرو، سورینام، ترینیداد و توباگو، اروگوئه، ونزوئلا، و احتمالا هندوراس یافت می‌شود. یلوه خالدار در مرداب‌ها و باتلاق ها یافت می‌شود.
دو زیرگونه شناخته شده است:
- P. m. insolitus ( Bangs & Peck, 1908) - مکزیک تا کاستاریکا
- P. m. maculatus ( Boddaert، 1783) - کلمبیا به شرق برزیل از جنوب تا پرو و آرژانتین، کارائیب